# Olivia Pope
Olivia Carolyn Pope è un personaggio immaginario creato da Shonda Rhimes come protagonista della serie televisiva statunitense Scandal, nella quale è interpretata da Kerry Washington.

## Caratterizzazione
Il personaggio di Olivia è vagamente basato su Judy Smith, addetta stampa del presidente statunitense George H. W. Bush e consulente legale di Monica Lewinsky durante lo scandalo Sexgate.
Olivia è figlia di Elijah Pope, agente segreto e capo del B6-13, oltre che paleontologo presso lo Smithsonian, e Maya Lewis Pope, terrorista britannica ritenuta morta in un incidente aereo. La Pope è una "risolutrice di problemi" che ha condotto, su richiesta di Cyrus Beene, la campagna per la presidenza di Fitzgerald Grant III. Durante questa campagna la Pope e Grant si innamorano tanto da avere una relazione segreta fino e oltre alla sua elezione come presidente.
Molta importanza è stata data all'abbigliamento della protagonista, supervisionato da Lyn Paolo. Gli abiti più pregiati, tra cui un cappotto bianco Burberry e un vestito rosa polvere di Salvatore Ferragamo, hanno attirato l'attenzione della redazione di Vogue. Paolo ha anche disegnato una collezione ispirata agli abiti indossati da Olivia, pubblicata dalla statunitense The Limited.

## Accoglienza
Il personaggio ha ricevuto una buona accoglienza dalla critica che ne ha rimarcato la peculiarità e complessità. Secondo Felicia Lee del New York Times Olivia è la prima protagonista di una serie drammatica interpretata da una donna di colore negli Stati Uniti dal 1974, quando Teresa Graves recitò nei panni di Christie Love in Get Christie Love! per una stagione. Olivia è considerata un personaggio che va oltre le razze, ma probabilmente la protagonista femminile nera più complessa nella storia della televisione. La sua relazione con Grant è paragonata alla situazione Sally Hemings-Thomas Jefferson. Olivia ha conferito alla Washington un ruolo di portabandiera per le donne di colore della classe media e della medio-alta classe. Il suo stile forte, professionale ma femminile è accentuato dalla sua moda.
Mark Perigard del Boston Herald ha evidenziato la vita sentimentale travagliata del personaggio. Time l'ha classificata al secondo posto nella sua lista degli 11 personaggi immaginari più influenti nel 2013.
Stanley ha affermato che i suoi schemi vocali ricordano i personaggi di Glengarry Glen Ross. Secondo la critica televisiva del Los Angeles Times Mary McNamara, paragonare Olivia alla Smith è "come dire che Willy Wonka è basato su Milton S. Hershey".
Troy Patterson di Slade l'ha descritta intellettualmente paragonabile ad Adrian Monk e Gregory House grazie ai suoi geniali poteri di intuizione ed emotivamente ai lavori romantici di Roy Lichtenstein come Drowning Girl nonostante la sua angelica spavalderia e  schiettezza. Hank Stuever del Washington Post afferma che la Pope è un personaggio "molto temuto" espresso con una guardabilità che è "spensierata ma complessa".
David Dennis di The Guardian ha criticato la mancanza morale del personaggio. La scrittrice Meghan Gallagher di The Artifice ha definito anche lei il personaggio rivoluzionario per essere tra le "prime antieroine femminili a grazie le prime serate della televisione", paragonandola a Tony Soprano.